# Panamees voetbalelftal (mannen)

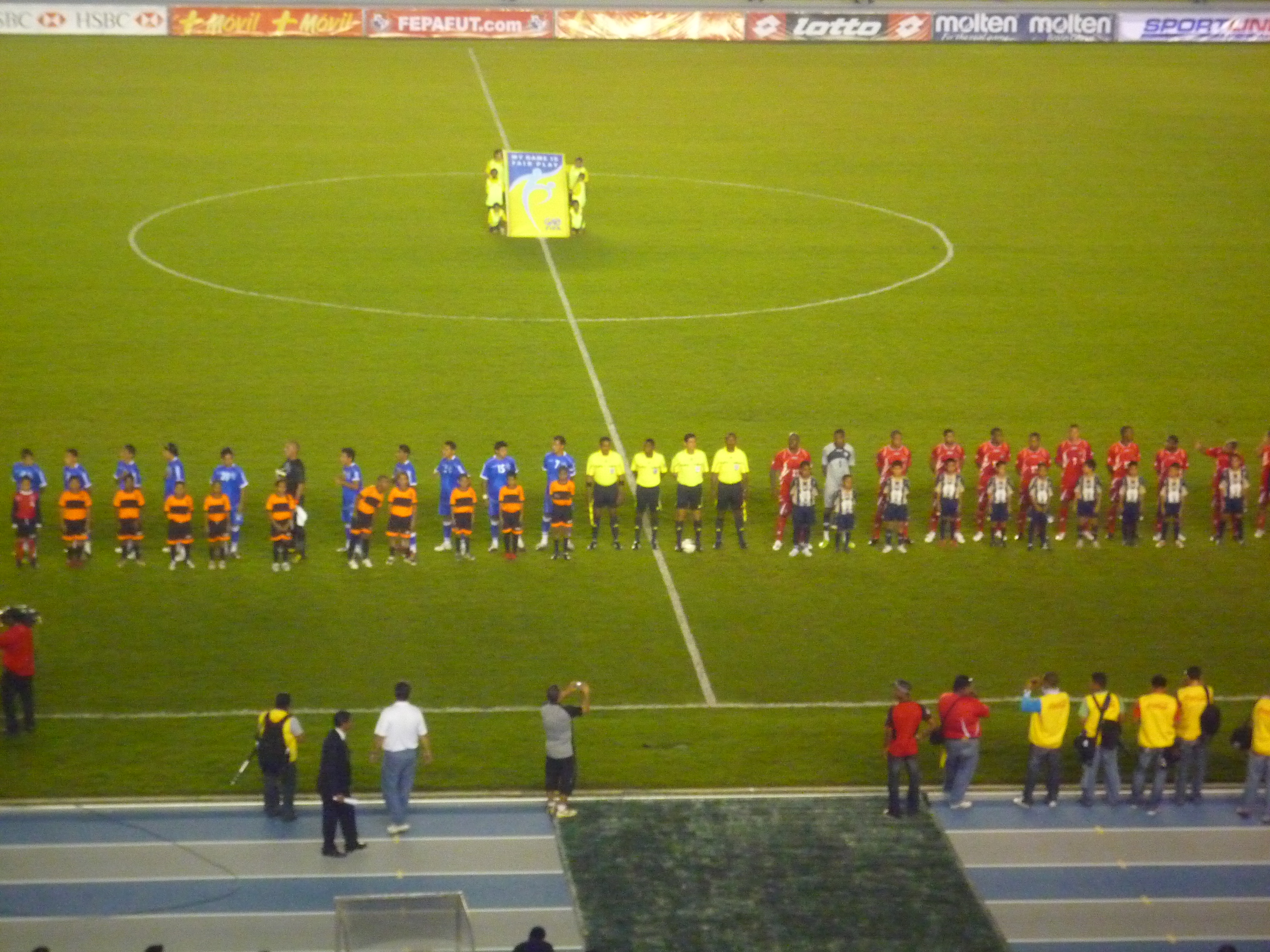
Panama en El Salvador voorafgaand aan een oefeninterland (1–0) op 8 oktober 2010

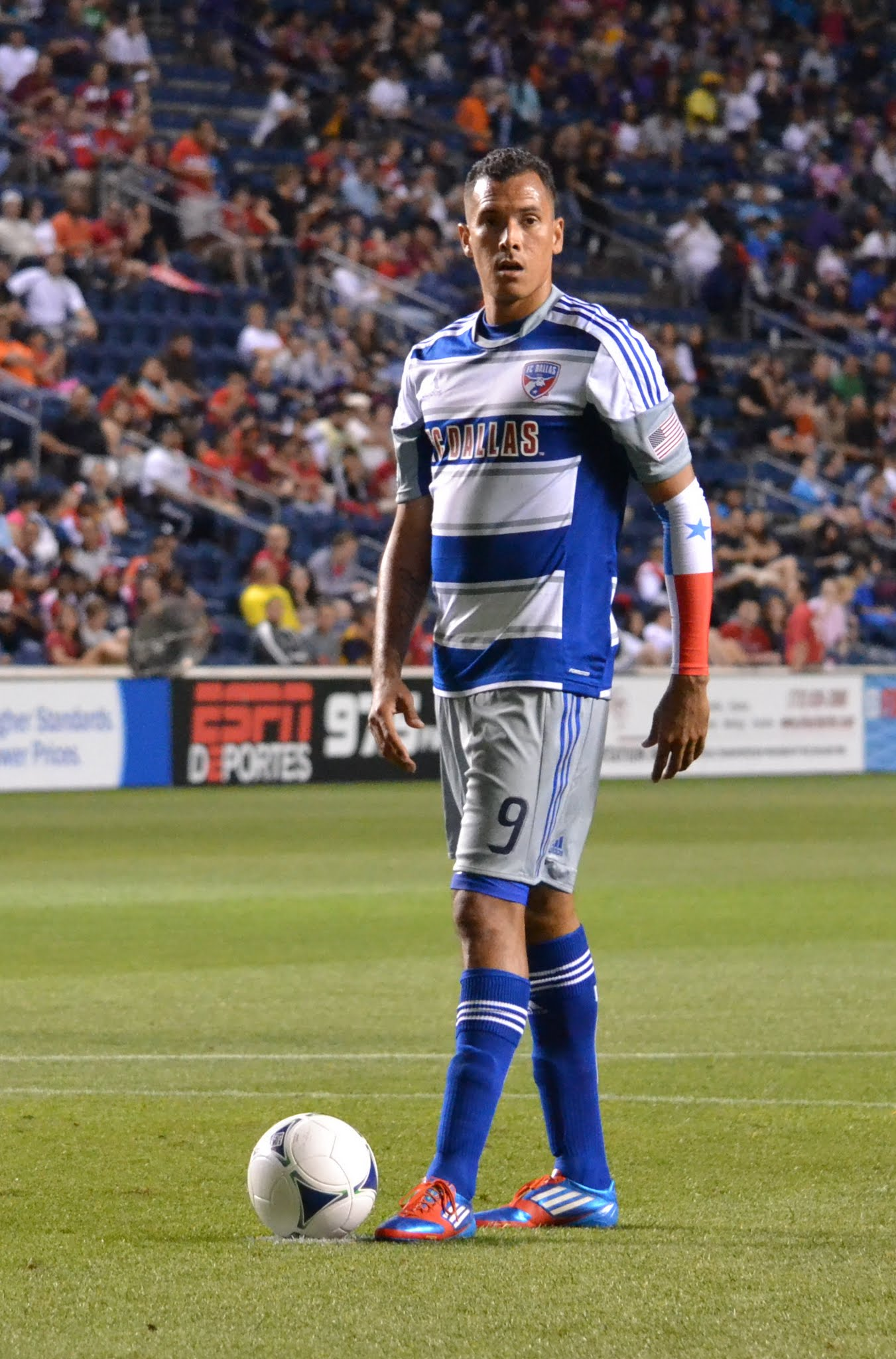
Blas Pérez is thans topscorer van het Panamees voetbalelftal (40 doelpunten)

Het Panamees voetbalelftal is een team van voetballers dat Panama vertegenwoordigt bij internationale wedstrijden zoals de (kwalificatie)wedstrijden voor het wereldkampioenschap voetbal, de CONCACAF Gold Cup en de Copa Centroamericana. Het elftal behaalde in maart 2014 met de 29ste plaats de hoogste positie ooit op de FIFA-wereldranglijst; in augustus 1995 werd met de 150ste plaats de laagste positie bereikt. Panama liep het in 2013 in de blessuretijd van de laatste kwalificatiewedstrijd deelname aan het wereldkampioenschap 2014 in Brazilië mis. In 2017 slaagde het Midden-Amerikaanse land er voor de eerste keer in om zich te kwalificeren voor een WK-eindronde. De eerste goal ooit voor Panama bij het WK werd in 2018 in de groepsfase gescoord tegen Engeland (6-1 nederlaag) en kwam van de voet van Felipe Baloy.

## Geschiedenis
In Panama startte de ontwikkeling van het voetbal in de jaren 20 en 30; net als de meeste landen in Midden-Amerika kende het land een relatief late verspreiding van de sport, wat onder meer werd veroorzaakt door de concurrentie die andere balsporten boden. Een uitnodiging van de Uruguayaanse voetbalbond voor deelname aan het eerste wereldkampioenschap werd door de toenmalige bondsvoorzitter geweigerd, daar hij geen behoefte voelde een representatief elftal te formeren. Op dat moment had Panama nog geen nationaal elftal: in 1937 werd die voor het eerst gevormd. De Uruguayaan Romeo Parravicini stelde als eerste bondscoach het elftal samen voor deelname aan de Centraal-Amerikaanse en Caraïbische Spelen in eigen land. Op 12 februari 1938 speelde Panama haar eerste interland tegen Venezuela en won met 2–1. Vier dagen later werd Panama met 0–11 verslagen door Costa Rica, de streekgenoot die zeventien jaar eerder reeds zijn eerste interland speelde. De uitslag tegen Costa Rica is thans de grootste nederlaag in de geschiedenis van het nationaal elftal van Panama. Costa Rica is thans het vaakst tegenstander geweest van Panama in een officiële voetbalinterland, met tot op heden meer dan veertig confrontaties; het is echter niet een officiële klassieker, zoals de interland tussen Costa Rica en Honduras dat wel is (clásico centroamericano).
Panama won in 1951 het CCCF-kampioenschap, het toernooi voor landen uit Midden-Amerika en het Caraïbisch gebied en voorloper van het CONCACAF-kampioenschap. Nadat Nicaragua op 4 maart 1951 met 6–2 werd verslagen, eindigde Panama twee punten boven rivaal Costa Rica op de eerste plaats. Voor ruim een halve eeuw was de prestatie in dit toernooi het beste resultaat dat het Panamees elftal boekte, totdat in 2009 de Copa Centroamericana – met een groter deelnemersveld – werd gewonnen. Panama weigerde voor 1930 een uitnodiging voor deelname aan het wereldkampioenschap en nam ook in de decennia erna niet deel aan kwalificatietoernooien. Meer dan veertig jaar na het spelen van de eerste interland nam Panama voor het eerst deel aan kwalificaties voor het wereldkampioenschap voetbal 1978 in Argentinië. Een wedstrijd op 4 april 1976 in het Estadio Rommel Fernández, sindsdien het vaste stadion van het nationaal elftal van Panama, werd gewonnen van Costa Rica; na een gelijkspel in de volgende wedstrijd tegen El Salvador werd de rest van de interlands verloren en deelname aan het WK misgelopen. In de rest van de twintigste eeuw won Panama nauwelijks wedstrijden en wist het niet te winnen van landen als Costa Rica, El Salvador, Honduras, Guatemala en Mexico. Geregeld werd met grote cijfers verloren (0–7 in september 1976 tegen Guatemala, 0–4 in september 1989 tegen Trinidad en Tobago, 0–5 in oktober 1995 tegen Nicaragua, 1–7 in september 2000 tegen Mexico, et cetera) en zowel in de continentale toernooien als het kwalificatieproces voor het wereldkampioenschap voetbal.
In de kwalificaties voor het wereldkampioenschap voetbal 2002 boekt Panama voor het eerst weer succes door in de Midden-Amerikaanse voorronde drie overwinningen te boeken op Honduras en Nicaragua, waardoor het elftal doorstroomde naar de een-na-laatste kwalificatieronde. Daarin was het maximale resultaat in zes duel een 0–0 gelijkspel tegen het Canadees voetbalelftal in 2001. Vanaf het interlandjaar 2004 steeg het niveau van het Panamees voetbalelftal, wat mede werd veroorzaakt door het opkomen van een gouden generatie met spelers als Gabriel Enrique Gómez, Blas Pérez, Jaime Penedo en Luis Tejada, die veelal carrière maakten in het buitenland; veel internationals van Panama kwamen terecht in de Major League Soccer, de voetbalcompetitie in de Verenigde Staten, die zelf ook geleidelijk een hoger niveau kreeg. In 2004 kwalificeerde Panama zich voor de tweede van drie rondes in de kwalificatie voor het WK 2006, na onder andere een 1–1 gelijkspel tegen de Verenigde Staten en een 3–1 overwinning op El Salvador. Niet eerder kwam Panama zo dicht bij kwalificatie voor het mondiale eindtoernooi, en door de prestaties in 2004 bereikte het elftal voor het eerst de top honderd in de FIFA-wereldranglijst. De rest van het kwalificatietoernooi was geen succes, maar in 2005 werd wel de finale van de CONCACAF Gold Cup bereikt, waarin na strafschoppen werd verloren van de Verenigde Staten. Luis Tejada werd als toernooitopscorer door de CONCACAF uitgeroepen tot beste speler van het toernooi. Sinds de finaleplek in 2005 behoort Panama steevast tot de beste landen in het CONCACAF-interlandvoetbal, met in 2007 en 2009 de kwartfinale als slechtste prestatie. In 2013 werd opnieuw de finale bereikt, maar wederom waren de Verenigde Staten te sterk in de eindstrijd.
Panama werd in 2009 voor het eerst Midden-Amerikaans kampioen door Costa Rica in de finale op 1 februari 2009 na strafschoppen te verslaan. Bondscoach Julio Dely Valdés, die in 2010 werd aangesteld en zelf tot 2005 in het Panamees voetbalelftal had gespeeld, vormde een elftal dat sindsdien succesvol was in de oefenwedstrijden, WK-kwalificatiewedstrijden en op interlandtoernooien. Landen als Trinidad en Tobago, Nicaragua, El Salvador, Honduras, maar ook Zuid-Amerikaanse landen als Peru als Bolivia werden nu – in tegenstelling tot in de eerdere decennia – verslagen. Op de CONCACAF Gold Cup 2011 wist Panama voor het eerst een wedstrijd te winnen van de Verenigde Staten. De groepswedstrijd eindigde in een 1–2 overwinning; in de halve finale troffen de landen elkaar opnieuw, maar nu waren de Verenigde Staten weer te sterk (0–1). Op 6 september 2011 startte Panama het kwalificatietoernooi voor het wereldkampioenschap in Brazilië met een uitzege op Nicaragua. Panama behaalde met een vrijwel ongeslagen status (tien gespeeld, één nederlaag) via de tweede en derde ronde de finaleronde. In die finaleronde won het land slechts een van de tien wedstrijden, maar doordat vijf keer gelijk werd gespeeld hield het tot op de laatste speeldag kans op deelname aan zijn eerste wereldkampioenschap. In oktober 2013 moest Panama winnen van de reeds gekwalificeerde Verenigde Staten om zo Mexico achter zich te houden in het klassement. Bij aanvang van de blessuretijd stonden de Panamezen op een 2–1 voorsprong; in de tweede en derde minuut van de blessuretijd bogen de Amerikanen Graham Zusi en Aron Jóhannsson de score echter om, waardoor Panama in de laatste drie minuten van het WK-kwalificatietoernooi haar eerste WK-deelname misliep. Mexico, dat op dezelfde dag ook verloor, plaatste zich zo voor de intercontinentale play-off, kwalificeerde zich voor het wereldkampioenschap en bereikte op het toernooi uiteindelijk de achtste finale.
Ondanks de onsuccesvolle afloop van het kwalificatietoernooi leidden de prestaties van het nationaal elftal van Panama in 2013 er wel toe dat op de FIFA-wereldranglijst van maart 2014 Panama de hoogste notering ooit bereikte, de negenentwintigste plaats. Het land steeg drie plaatsen ten opzichte van februari 2014 en haalde daarmee landen als Tsjechië en Slovenië in. Sinds de notering in maart 2013 in de top 30 zakte Panama geleidelijk weer weg op de ranglijst, maar het bleef sindsdien wel in de top zeventig. In februari 2014 volgde de Colombiaan Hernán Darío Gómez bondscoach Valdés op, die opstapte na de wedstrijd tegen de Verenigde Staten. Onder zijn leiding zakte Panama in 2014 en 2015 qua resultaten wat weg, met onder meer twee 4–0 nederlagen tegen Brazilië en Ecuador. Op de CONCACAF Gold Cup 2015 overleefde Panama de groepsfase door driemaal met 1–1 gelijk te spelen; na strafschoppen in de kwartfinale werd de halve finale bereikt, waarin Mexico op 22 juli 2015 met 1–2 na verlenging te sterk was. De Panamese voetbalbond diende na afloop van de wedstrijd een protest tegen de arbitrage in, nadat scheidsrechter Mark Geiger Mexico tweemaal op een beslissend moment een controversiële strafschop had toegekend, die tweemaal werd binnengeschoten door Andrés Guardado. Ook de voetbalbond van Costa Rica diende protest in tegen de vermeend corrupte scheidsrechtersorganisatie van de CONCACAF.
In januari 2016 plaatste Panama zich dankzij een 4–0 overwinning op Cuba voor de Copa América Centenario, de jubileumeditie van het Zuid-Amerikaanse voetbaltoernooi ter gelegenheid van het honderdjarig bestaan van de CONMEBOL. Het toernooi, dat in de zomer van 2016 plaatsvond in de Verenigde Staten, was de eerste Copa América waar Panama aan deelnam. Het land kwam onder leiding van de Colombiaanse bondsocach Hernán Darío Gómez niet verder dan de groepsfase na een overwinning op Bolivia (2-1) en nederlagen tegen Argentinië (0-5) en Chili (2-4).
Panama nam in 2018 voor het eerst deel aan een WK-eindronde. Ondanks een puntloos toernooi en slechts twee doelpunten werd de selectie van bondscoach Hernán Darío Gómez groots onthaald in de hoofdstad Panama-Stad op zaterdag 30 juni. Panama was bij het WK ingedeeld in een groep met België (0-3), Engeland (1-6) en Tunesië (1-2). De spelers en de staf trokken in een open bus door de stad en werden toegejuicht door duizenden supporters.

## Deelname aan internationale toernooien

### Wereldkampioenschap voetbal
| Overzicht wereldkampioenschap | Overzicht wereldkampioenschap | Overzicht wereldkampioenschap | Overzicht wereldkampioenschap | Overzicht wereldkampioenschap | Overzicht wereldkampioenschap | Overzicht wereldkampioenschap | Overzicht wereldkampioenschap | Overzicht wereldkampioenschap |
| Jaar                          | Ronde                         | Wed.                          | W                             | G                             | V                             | DV                            | DT                            | Kwal                          |
| ----------------------------- | ----------------------------- | ----------------------------- | ----------------------------- | ----------------------------- | ----------------------------- | ----------------------------- | ----------------------------- | ----------------------------- |
| 1978                          | Niet gekwalificeerd           | Niet gekwalificeerd           | Niet gekwalificeerd           | Niet gekwalificeerd           | Niet gekwalificeerd           | Niet gekwalificeerd           | Niet gekwalificeerd           | Niet gekwalificeerd           |
| 1982                          | Niet gekwalificeerd           | Niet gekwalificeerd           | Niet gekwalificeerd           | Niet gekwalificeerd           | Niet gekwalificeerd           | Niet gekwalificeerd           | Niet gekwalificeerd           | Niet gekwalificeerd           |
| 1986                          | Niet gekwalificeerd           | Niet gekwalificeerd           | Niet gekwalificeerd           | Niet gekwalificeerd           | Niet gekwalificeerd           | Niet gekwalificeerd           | Niet gekwalificeerd           | Niet gekwalificeerd           |
| 1990                          | Niet gekwalificeerd           | Niet gekwalificeerd           | Niet gekwalificeerd           | Niet gekwalificeerd           | Niet gekwalificeerd           | Niet gekwalificeerd           | Niet gekwalificeerd           | Niet gekwalificeerd           |
| 1994                          | Niet gekwalificeerd           | Niet gekwalificeerd           | Niet gekwalificeerd           | Niet gekwalificeerd           | Niet gekwalificeerd           | Niet gekwalificeerd           | Niet gekwalificeerd           | Niet gekwalificeerd           |
| 1998                          | Niet gekwalificeerd           | Niet gekwalificeerd           | Niet gekwalificeerd           | Niet gekwalificeerd           | Niet gekwalificeerd           | Niet gekwalificeerd           | Niet gekwalificeerd           | Niet gekwalificeerd           |
| 2002                          | Niet gekwalificeerd           | Niet gekwalificeerd           | Niet gekwalificeerd           | Niet gekwalificeerd           | Niet gekwalificeerd           | Niet gekwalificeerd           | Niet gekwalificeerd           | Niet gekwalificeerd           |
| 2006                          | Niet gekwalificeerd           | Niet gekwalificeerd           | Niet gekwalificeerd           | Niet gekwalificeerd           | Niet gekwalificeerd           | Niet gekwalificeerd           | Niet gekwalificeerd           | Niet gekwalificeerd           |
| 2010                          | Niet gekwalificeerd           | Niet gekwalificeerd           | Niet gekwalificeerd           | Niet gekwalificeerd           | Niet gekwalificeerd           | Niet gekwalificeerd           | Niet gekwalificeerd           | Niet gekwalificeerd           |
| 2014                          | Niet gekwalificeerd           | Niet gekwalificeerd           | Niet gekwalificeerd           | Niet gekwalificeerd           | Niet gekwalificeerd           | Niet gekwalificeerd           | Niet gekwalificeerd           | Niet gekwalificeerd           |
| 2018                          | Groepsfase                    | 3                             | 0                             | 0                             | 3                             | 2                             | 11                            | (Kwal)                        |
| 2022                          | Niet gekwalificeerd           | Niet gekwalificeerd           | Niet gekwalificeerd           | Niet gekwalificeerd           | Niet gekwalificeerd           | Niet gekwalificeerd           | Niet gekwalificeerd           | Niet gekwalificeerd           |
| 2026                          | kwalificatie                  | kwalificatie                  | kwalificatie                  | kwalificatie                  | kwalificatie                  | kwalificatie                  | kwalificatie                  | kwalificatie                  |

### CONCACAF Gold Cup
| Overzicht CONCACAF-kampioenschap | Overzicht CONCACAF-kampioenschap | Overzicht CONCACAF-kampioenschap | Overzicht CONCACAF-kampioenschap | Overzicht CONCACAF-kampioenschap | Overzicht CONCACAF-kampioenschap | Overzicht CONCACAF-kampioenschap | Overzicht CONCACAF-kampioenschap | Overzicht CONCACAF-kampioenschap |
| Jaar                             | Ronde                            | Wed.                             | W                                | G                                | V                                | DV                               | DT                               | Kwal                             |
| -------------------------------- | -------------------------------- | -------------------------------- | -------------------------------- | -------------------------------- | -------------------------------- | -------------------------------- | -------------------------------- | -------------------------------- |
| 1963                             | Groepsfase                       | 4                                | 1                                | 2                                | 1                                | 8                                | 4                                |                                  |
| 1965–1989                        | Geen deelname                    | Geen deelname                    | Geen deelname                    | Geen deelname                    | Geen deelname                    | Geen deelname                    | Geen deelname                    | Geen deelname                    |
| Overzicht CONCACAF Gold Cup      |                                  |                                  |                                  |                                  |                                  |                                  |                                  |                                  |
| Jaar                             | Ronde                            | Wed.                             | W                                | G                                | V                                | DV                               | DT                               | Kwal                             |
| 1991                             | Niet gekwalificeerd              | Niet gekwalificeerd              | Niet gekwalificeerd              | Niet gekwalificeerd              | Niet gekwalificeerd              | Niet gekwalificeerd              | Niet gekwalificeerd              | Niet gekwalificeerd              |
| 1993                             | Groepsfase                       | 3                                | 0                                | 1                                | 2                                | 3                                | 8                                | (Kwal.)                          |
| 1996                             | Niet gekwalificeerd              | Niet gekwalificeerd              | Niet gekwalificeerd              | Niet gekwalificeerd              | Niet gekwalificeerd              | Niet gekwalificeerd              | Niet gekwalificeerd              | Niet gekwalificeerd              |
| 1998                             | Niet gekwalificeerd              | Niet gekwalificeerd              | Niet gekwalificeerd              | Niet gekwalificeerd              | Niet gekwalificeerd              | Niet gekwalificeerd              | Niet gekwalificeerd              | Niet gekwalificeerd              |
| 2000                             | Geen deelname                    | Geen deelname                    | Geen deelname                    | Geen deelname                    | Geen deelname                    | Geen deelname                    | Geen deelname                    | Geen deelname                    |
| 2002                             | Niet gekwalificeerd              | Niet gekwalificeerd              | Niet gekwalificeerd              | Niet gekwalificeerd              | Niet gekwalificeerd              | Niet gekwalificeerd              | Niet gekwalificeerd              | Niet gekwalificeerd              |
| 2003                             | Niet gekwalificeerd              | Niet gekwalificeerd              | Niet gekwalificeerd              | Niet gekwalificeerd              | Niet gekwalificeerd              | Niet gekwalificeerd              | Niet gekwalificeerd              | Niet gekwalificeerd              |
| 2005                             | Tweede                           | 6                                | 3                                | 1                                | 2                                | 7                                | 6                                | (Kwal.)                          |
| 2007                             | Kwartfinale                      | 4                                | 1                                | 1                                | 2                                | 6                                | 7                                | (Kwal.)                          |
| 2009                             | Kwartfinale                      | 4                                | 1                                | 1                                | 2                                | 7                                | 5                                | (Kwal.)                          |
| 2011                             | Halve finale                     | 5                                | 3                                | 1                                | 1                                | 7                                | 6                                | (Kwal.)                          |
| 2013                             | Tweede                           | 6                                | 4                                | 1                                | 1                                | 11                               | 4                                | (Kwal.)                          |
| 2015                             | Derde                            | 6                                | 0                                | 5                                | 1                                | 6                                | 7                                | (Kwal.)                          |
| 2017                             | Kwartfinale                      | 4                                | 2                                | 1                                | 1                                | 6                                | 3                                | (Kwal.)                          |
| 2019                             | Kwartfinale                      | 4                                | 2                                | 0                                | 2                                | 6                                | 3                                | (Kwal.)                          |
| 2021                             | Groepsfase                       | 3                                | 1                                | 1                                | 1                                | 8                                | 7                                | (Kwal.)                          |
| 2023                             | Tweede                           | 6                                | 3                                | 2                                | 1                                | 11                               | 6                                | (Kwal.)                          |
| 2025                             | Kwartfinale                      | 4                                | 3                                | 1                                | 0                                | 11                               | 4                                | (Kwal.)                          |

### CONCACAF Nations League
| CONCACAF Nations League | CONCACAF Nations League | CONCACAF Nations League | CONCACAF Nations League | CONCACAF Nations League | CONCACAF Nations League | CONCACAF Nations League | CONCACAF Nations League | CONCACAF Nations League | CONCACAF Nations League | CONCACAF Nations League | CONCACAF Nations League | CONCACAF Nations League | CONCACAF Nations League | CONCACAF Nations League | CONCACAF Nations League | CONCACAF Nations League | CONCACAF Nations League |
| Groepsfase              | Groepsfase              | Groepsfase              | Groepsfase              | Groepsfase              | Groepsfase              | Groepsfase              | Groepsfase              | Groepsfase              |                         | Finaleronde             | Finaleronde             | Finaleronde             | Finaleronde             | Finaleronde             | Finaleronde             | Finaleronde             | Finaleronde             |
| Jaar                    | Div.                    | Wed.                    | W                       | G                       | V                       | DV                      | DT                      | Res.                    | Jaar                    | Wed.                    | W                       | G                       | V                       | DV                      | DT                      | Res.                    |                         |
| ----------------------- | ----------------------- | ----------------------- | ----------------------- | ----------------------- | ----------------------- | ----------------------- | ----------------------- | ----------------------- | ----------------------- | ----------------------- | ----------------------- | ----------------------- | ----------------------- | ----------------------- | ----------------------- | ----------------------- | ----------------------- |
| 2019–20                 | A                       | 4                       | 1                       | 0                       | 3                       | 5                       | 9                       | A                       | 2020                    | Niet gekwalificeerd     | Niet gekwalificeerd     | Niet gekwalificeerd     | Niet gekwalificeerd     | Niet gekwalificeerd     | Niet gekwalificeerd     | Niet gekwalificeerd     |                         |
| 2022–23                 | A                       | 4                       | 3                       | 1                       | 0                       | 8                       | 0                       | A                       | 2023                    | 2                       | 0                       | 0                       | 2                       | 0                       | 3                       | 4e                      |                         |
| 2023–24                 | A                       | 4                       | 3                       | 1                       | 0                       | 9                       | 2                       | A                       | 2024                    | 4                       | 2                       | 0                       | 2                       | 6                       | 5                       | 4e                      |                         |
| 2024–25                 | bye                     | bye                     | bye                     | bye                     | bye                     | bye                     | bye                     | bye                     | 2025                    | 4                       | 2                       | 1                       | 1                       | 5                       | 4                       | 2e                      |                         |

### Copa Centroamericana
| Overzicht UNCAF Nations Cup    | Overzicht UNCAF Nations Cup | Overzicht UNCAF Nations Cup | Overzicht UNCAF Nations Cup | Overzicht UNCAF Nations Cup | Overzicht UNCAF Nations Cup | Overzicht UNCAF Nations Cup | Overzicht UNCAF Nations Cup | Overzicht UNCAF Nations Cup |
| Jaar                           | Ronde                       | Wed.                        | W                           | G                           | V                           | DV                          | DT                          |                             |
| ------------------------------ | --------------------------- | --------------------------- | --------------------------- | --------------------------- | --------------------------- | --------------------------- | --------------------------- | --------------------------- |
| 1991                           | Niet gekwalificeerd         | Niet gekwalificeerd         | Niet gekwalificeerd         | Niet gekwalificeerd         | Niet gekwalificeerd         | Niet gekwalificeerd         | Niet gekwalificeerd         |                             |
| 1993                           | Derde                       | 3                           | 0                           | 1                           | 2                           | 1                           | 5                           |                             |
| 1995                           | Groepsfase                  | 2                           | 0                           | 0                           | 2                           | 0                           | 3                           |                             |
| 1997                           | Groepsfase                  | 2                           | 0                           | 0                           | 2                           | 0                           | 7                           |                             |
| 1999                           | Geen deelname               | Geen deelname               | Geen deelname               | Geen deelname               | Geen deelname               | Geen deelname               | Geen deelname               |                             |
| 2001                           | Vierde                      | 6                           | 2                           | 1                           | 3                           | 12                          | 9                           |                             |
| 2003                           | Vijfde                      | 5                           | 1                           | 1                           | 3                           | 4                           | 5                           |                             |
| 2005                           | Vierde                      | 4                           | 1                           | 0                           | 3                           | 1                           | 5                           |                             |
| 2007                           | Tweede                      | 4                           | 3                           | 2                           | 0                           | 5                           | 2                           |                             |
| 2009                           | Kampioen                    | 4                           | 2                           | 1                           | 1                           | 2                           | 3                           |                             |
| Overzicht Copa Centroamericana |                             |                             |                             |                             |                             |                             |                             |                             |
| Jaar                           | Ronde                       | Wed.                        | W                           | G                           | V                           | DV                          | DT                          |                             |
| 2011                           | Derde                       | 5                           | 3                           | 2                           | 0                           | 7                           | 1                           |                             |
| 2013                           | Vijfde                      | 3                           | 1                           | 2                           | 0                           | 4                           | 2                           |                             |
| 2014                           | Derde                       | 3                           | 2                           | 1                           | 0                           | 5                           | 2                           |                             |
| 2017                           | Tweede                      | 5                           | 3                           | 1                           | 1                           | 4                           | 2                           |                             |

### CCCF kampioenschap
| Overzicht CCCF-kampioenschap | Overzicht CCCF-kampioenschap | Overzicht CCCF-kampioenschap | Overzicht CCCF-kampioenschap | Overzicht CCCF-kampioenschap | Overzicht CCCF-kampioenschap | Overzicht CCCF-kampioenschap | Overzicht CCCF-kampioenschap | Overzicht CCCF-kampioenschap |
| Jaar                         | Ronde                        | Wed.                         | W                            | G                            | V                            | DV                           | DT                           |                              |
| ---------------------------- | ---------------------------- | ---------------------------- | ---------------------------- | ---------------------------- | ---------------------------- | ---------------------------- | ---------------------------- | ---------------------------- |
| 1941                         | Vierde                       | 4                            | 1                            | 1                            | 2                            | 11                           | 16                           |                              |
| 1943                         | Geen deelname                | Geen deelname                | Geen deelname                | Geen deelname                | Geen deelname                | Geen deelname                | Geen deelname                |                              |
| 1946                         | Vijfde                       | 5                            | 1                            | 1                            | 3                            | 5                            | 16                           |                              |
| 1948                         | Derde                        | 8                            | 4                            | 0                            | 4                            | 19                           | 24                           |                              |
| 1951                         | Kampioen                     | 4                            | 3                            | 1                            | 0                            | 13                           | 3                            |                              |
| 1953                         | Zevende                      | 6                            | 0                            | 1                            | 5                            | 6                            | 16                           |                              |
| 1955                         | Geen deelname                | Geen deelname                | Geen deelname                | Geen deelname                | Geen deelname                | Geen deelname                | Geen deelname                |                              |
| 1957                         | Vierde                       | 4                            | 1                            | 0                            | 3                            | 3                            | 8                            |                              |
| 1960                         | Geen deelname                | Geen deelname                | Geen deelname                | Geen deelname                | Geen deelname                | Geen deelname                | Geen deelname                |                              |
| 1961                         | Groepsfase                   | 4                            | 1                            | 0                            | 3                            | 3                            | 10                           |                              |

### Copa América
De Copa América Centenario is een voetbaltoernooi dat in 2016 werd worden ter ere van het 100-jarig bestaan van de CONMEBOL. Panama nam deel aan dat toernooi. Het land kwalificeerde zich door in de play-off van Cuba te winnen met 4–0. De eerste wedstrijd in de poule werd nog gewonnen van Bolivia (2–1) door twee doelpunten van Blas Pérez. Door de nederlagen tegen Argentinië (0–5) en Chili (2–4) werd Panama derde in de poule.
| Overzicht Copa América (Copa América Centenario) | Overzicht Copa América (Copa América Centenario) | Overzicht Copa América (Copa América Centenario) | Overzicht Copa América (Copa América Centenario) | Overzicht Copa América (Copa América Centenario) | Overzicht Copa América (Copa América Centenario) | Overzicht Copa América (Copa América Centenario) | Overzicht Copa América (Copa América Centenario) | Overzicht Copa América (Copa América Centenario) |
| Jaar                                             | Ronde                                            | Wed.                                             | W                                                | G                                                | V                                                | DV                                               | DT                                               |                                                  |
| ------------------------------------------------ | ------------------------------------------------ | ------------------------------------------------ | ------------------------------------------------ | ------------------------------------------------ | ------------------------------------------------ | ------------------------------------------------ | ------------------------------------------------ | ------------------------------------------------ |
| 2016                                             | Groepsfase                                       | 3                                                | 1                                                | 0                                                | 2                                                | 4                                                | 10                                               |                                                  |
| 2024                                             | Kwartfinale                                      | 4                                                | 2                                                | 0                                                | 2                                                | 6                                                | 10                                               |                                                  |

## Huidige selectie
Bijgewerkt tot en met 24 maart 2025, de interland tegen  Mexico in de CONCACAF Nations League.
| Nr.         | Naam                   | Wed. | Dlpnt. | Club                 |
| ----------- | ---------------------- | ---- | ------ | -------------------- |
| Doel        |                        |      |        |                      |
| 1           | Luis Mejía             | 53   | 0      | Nacional             |
| 12          | César Samudio          | 3    | 0      | Club Marathón        |
| 22          | Orlando Mosquera       | 34   | 0      | Al-Fayha             |
| Verdediging |                        |      |        |                      |
| 2           | César Blackman         | 30   | 2      | Slovan Bratislava    |
| 3           | José Córdoba           | 23   | 0      | Norwich City         |
| 4           | Fidel Escobar          | 84   | 3      | Deportivo Saprissa   |
| 5           | Edgardo Fariña         | 12   | 0      | FK Chimki            |
| 13          | Martín Krug            | 1    | 0      | Atlético Levante     |
| 15          | Jorge Gutiérrez        | 5    | 0      | Deportivo La Guaira  |
| 16          | Carlos Harvey          | 13   | 1      | Minnesota United     |
| 19          | Iván Anderson          | 12   | 1      | Club Marathón        |
| 23          | Omar Valencia          | 3    | 0      | New York Red Bulls   |
| Middenveld  |                        |      |        |                      |
| 6           | Cristian Martínez      | 51   | 1      | Kiryat Shmona        |
| 8           | Adalberto Carrasquilla | 64   | 3      | UNAM Pumas           |
| 11          | Edward Cedeño          | 0    | 0      | SD Tarazona          |
| 20          | Aníbal Godoy           | 145  | 4      | San Diego FC         |
| Aanval      |                        |      |        |                      |
| 7           | José Luis Rodríguez    | 55   | 7      | FC Juárez            |
| 9           | Tomás Rodríguez        | 3    | 0      | Monagas SC           |
| 10          | Ismael Díaz            | 43   | 9      | Universidad Católica |
| 14          | Janpol Morales         | 3    | 0      | CD Macará            |
| 17          | José Fajardo           | 57   | 15     | Universidad Católica |
| 18          | Cecilio Waterman       | 43   | 12     | Coquimbo Unido       |
| 21          | Gustavo Herrera        | 1    | 0      | Puebla FC            |

## Spelersrecords

### Meeste interlands
|    | Naam                | Carrière  | Interlands | Doelpunten |
| -- | ------------------- | --------- | ---------- | ---------- |
| 1  | Gabriel Gómez       | 2003–2018 | 149        | 12         |
| 2  | Jaime Penedo        | 2003–     | 126        | 0          |
| 3  | Blas Pérez          | 2001–     | 112        | 41         |
| 4  | Román Torres        | 2005–     | 102        | 8          |
| 5  | Luis Tejada         | 2001–     | 101        | 43         |
| 6  | Felipe Baloy        | 2001–     | 96         | 3          |
| 7  | Luis Henríquez      | 2003–     | 92         | 2          |
| 8  | Armando Cooper      | 2003–     | 90         | 6          |
| 9  | José Anthony Torres | 2000–2010 | 85         | 0          |
| 10 | Aníbal Godoy        | 2010–     | 81         | 1          |

Laatst bijgewerkt: 20 juli 2017

### Meeste doelpunten
|    | Naam                 | Carrière  | Doelpunten | Interlands | Gemiddelde |
| -- | -------------------- | --------- | ---------- | ---------- | ---------- |
| 1  | Luis Tejada          | 2001–     | 43         | 101        | 0,43       |
| 2  | Blas Pérez           | 2001–     | 41         | 112        | 0,37       |
| 3  | Luis Ernesto Tapia   | 1963–1979 | 27         | 77         | 0,35       |
| 4  | Julio Dely Valdés    | 1990–2005 | 22         | 32         | 0,69       |
| 5  | Roberto Brown        | 2000–2011 | 20         | 60         | 0,33       |
| 6  | José Luis Garcés     | 2000–2009 | 20         | 58         | 0,34       |
| 7  | Jorge Dely Valdés    | 1991–2005 | 19         | 48         | 0,40       |
| 8  | Gabriel Gómez        | 2003–     | 12         | 138        | 0,09       |
| 9  | Gabriel Torres       | 2006–     | 12         | 66         | 0,18       |
| 10 | Víctor René Mendieta | 1980–2000 | 11         | 31         | 0,35       |

Laatst bijgewerkt: 20 juli 2017

## Statistieken
- Bijgewerkt tot en met de WK-kwalificatiewedstrijd tegen  Verenigde Staten (1–1) op 28 maart 2017.

### Tegenstanders
| Tegenstander                       | Wed. | W  | G  | V  | DV | DT  | DS  |
| ---------------------------------- | ---- | -- | -- | -- | -- | --- | --- |
| Argentinië → (details)             | 2    | 0  | 0  | 2  | 1  | 8   | –7  |
| Armenië → (details)                | 1    | 0  | 1  | 0  | 1  | 1   | 0   |
| Aruba → (details)                  | 1    | 0  | 1  | 0  | 0  | 0   | 0   |
| Bahrein → (details)                | 1    | 0  | 0  | 1  | 0  | 5   | –5  |
| Belize → (details)                 | 6    | 4  | 1  | 0  | 10 | 3   | +7  |
| Bermuda → (details)                | 3    | 1  | 1  | 1  | 5  | 3   | +2  |
| Bolivia → (details)                | 5    | 3  | 0  | 2  | 7  | 6   | +1  |
| Brazilië → (details)               | 4    | 0  | 0  | 4  | 0  | 16  | –16 |
| Canada → (details)                 | 10   | 1  | 6  | 3  | 6  | 8   | –2  |
| Chili → (details)                  | 4    | 0  | 2  | 2  | 4  | 12  | –8  |
| Chinees Taipei → (details)         | 2    | 0  | 2  | 0  | 2  | 2   | 0   |
| Colombia → (details)               | 5    | 2  | 0  | 3  | 7  | 12  | –5  |
| Costa Rica → (details)             | 44   | 8  | 12 | 24 | 38 | 104 | –66 |
| Cuba → (details)                   | 25   | 12 | 6  | 7  | 36 | 23  | +13 |
| Dominica → (details)               | 2    | 2  | 0  | 0  | 8  | 0   | +8  |
| Dominicaanse Republiek → (details) | 3    | 2  | 1  | 0  | 5  | 2   | +3  |
| Ecuador → (details)                | 6    | 0  | 2  | 4  | 1  | 14  | –13 |
| El Salvador → (details)            | 45   | 17 | 12 | 16 | 62 | 60  | +2  |
| Grenada → (details)                | 1    | 1  | 0  | 0  | 2  | 0   | +2  |
| Guadeloupe → (details)             | 2    | 1  | 0  | 1  | 4  | 4   | 0   |
| Guatemala → (details)              | 37   | 15 | 9  | 13 | 55 | 60  | –5  |
| Guyana → (details)                 | 1    | 1  | 0  | 0  | 2  | 0   | +2  |
| Haïti → (details)                  | 21   | 5  | 7  | 9  | 20 | 28  | –8  |
| Honduras → (details)               | 45   | 10 | 10 | 25 | 29 | 69  | –40 |
| Iran → (details)                   | 1    | 0  | 0  | 1  | 0  | 1   | –1  |
| Jamaica → (details)                | 12   | 4  | 6  | 2  | 15 | 12  | +3  |
| Mexico → (details)                 | 17   | 2  | 5  | 10 | 13 | 31  | –18 |
| Nederlandse Antillen → (details)   | 8    | 1  | 3  | 4  | 16 | 22  | –6  |
| Nicaragua → (details)              | 21   | 17 | 0  | 4  | 64 | 19  | +45 |
| Portugal → (details)               | 1    | 0  | 0  | 1  | 0  | 2   | –2  |
| Paraguay → (details)               | 3    | 0  | 0  | 3  | 1  | 5   | –4  |
| Peru → (details)                   | 8    | 6  | 0  | 2  | 6  | 19  | –13 |
| Puerto Rico → (details)            | 6    | 4  | 1  | 1  | 20 | 3   | +17 |
| Saint Lucia → (details)            | 2    | 2  | 0  | 0  | 7  | 0   | +7  |
| Servië → (details)                 | 1    | 0  | 1  | 0  | 1  | 1   | 0   |
| Spanje → (details)                 | 1    | 0  | 0  | 1  | 1  | 5   | –4  |
| Trinidad en Tobago → (details)     | 19   | 5  | 6  | 8  | 16 | 26  | –10 |
| Uruguay → (details)                | 2    | 0  | 0  | 2  | 1  | 7   | –6  |
| Venezuela → (details)              | 13   | 5  | 4  | 4  | 20 | 19  | +1  |
| Verenigde Staten → (details)       | 18   | 1  | 5  | 12 | 11 | 32  | –21 |
| Zuid-Afrika → (details)            | 1    | 0  | 1  | 0  | 1  | 1   | 0   |

### Van jaar tot jaar
| Jaar | Interlands | Interlands | Interlands | Interlands | Doelpunten | Doelpunten | Doelpunten | Punten |
| Jaar | Duels      | Winst      | Gelijk     | Verlies    | Voor       | Tegen      | Saldo      | Punten |
| ---- | ---------- | ---------- | ---------- | ---------- | ---------- | ---------- | ---------- | ------ |
| 2000 | 20         | 7          | 3          | 10         | 22         | 37         | –15        | 0.850  |
| 2001 | 15         | 4          | 6          | 5          | 18         | 18         | 0          | 0.933  |
|      |            |            |            |            |            |            |            |        |
| 2003 | 9          | 3          | 1          | 5          | 8          | 10         | –2         | 0.778  |
| 2004 | 17         | 6          | 7          | 4          | 24         | 20         | +4         | 1.118  |
| 2005 | 24         | 3          | 6          | 15         | 13         | 42         | –29        | 0.500  |
| 2006 | 6          | 3          | 1          | 2          | 7          | 5          | +2         | 1.167  |
| 2007 | 16         | 5          | 6          | 5          | 18         | 23         | –5         | 1.000  |
| 2008 | 6          | 2          | 2          | 2          | 17         | 16         | +1         | 1.000  |
| 2009 | 14         | 4          | 3          | 7          | 17         | 16         | +1         | 0.786  |
| 2010 | 10         | 7          | 1          | 3          | 11         | 11         | 0          | 1.500  |
| 2011 | 21         | 14         | 4          | 3          | 41         | 13         | +28        | 1.524  |
| 2012 | 13         | 6          | 2          | 5          | 12         | 12         | 0          | 1.077  |
| 2013 | 22         | 8          | 8          | 6          | 30         | 23         | +7         | 1.091  |
| 2014 | 10         | 4          | 3          | 3          | 13         | 12         | +1         | 1.100  |
| 2015 | 17         | 3          | 7          | 7          | 15         | 22         | –7         | 0.765  |
| 2016 | 15         | 5          | 3          | 7          | 12         | 16         | –4         | 0.867  |
| 2017 | 7          | 3          | 2          | 2          | 5          | 4          | +1         | 1.143  |

## FIFA-wereldranglijst[2]
| 1993 | 1994 | 1995 | 1996 | 1997 | 1998 | 1999 | 2000 | 2001 | 2002 | 2003 | 2004 | 2005 | 2006 | 2007 | 2008 | 2009 | 2010 | 2011 | 2012 | 2013 | 2014 | 2015 | 2016 | 2017 | 2018 |
| ---- | ---- | ---- | ---- | ---- | ---- | ---- | ---- | ---- | ---- | ---- | ---- | ---- | ---- | ---- | ---- | ---- | ---- | ---- | ---- | ---- | ---- | ---- | ---- | ---- | ---- |
| 132  | 140  | 126  | 101  | 119  | 131  | 138  | 121  | 109  | 129  | 125  | 100  | 78   | 81   | 67   | 88   | 70   | 64   | 49   | 51   | 35   | 57   | 64   | 58   | 55   | 71   |

## Selecties

### CONCACAF Gold Cup
| Doel        |                   |     |    |                    |
| 1           | Jaime Penedo      | 110 | 0  | LA Galaxy          |
| 12          | Luis Mejía        | 13  | 0  | CA Fénix           |
| 21          | José Calderón     | 10  | 0  | Coatepeque         |
| Verdediging |                   |     |    |                    |
| 5           | Román Torres      | 96  | 8  | Millonarios FC     |
| 3           | Harold Cummings   | 37  | 0  | Santa Fe           |
| 13          | Adolfo Machado    | 25  | 1  | Saprissa           |
| 15          | Erick Davis       | 21  | 0  | Sporting '89       |
| 17          | Luis Henríquez    | 78  | 3  | Lech Poznań        |
| 23          | Angel Patrick     | 1   | 0  | CD Árabe Unido     |
| Middenveld  |                   |     |    |                    |
| 2           | Valentín Pimentel | 7   | 0  | Plaza Amador       |
| 4           | Alfredo Stephens  | 7   | 0  | Chorrillo FC       |
| 6           | Gabriel Gómez     | 114 | 10 | CS Herediano       |
| 10          | Darwin Pinzón     | 7   | 3  | Sporting '89       |
| 11          | Armando Cooper    | 57  | 3  | FC St. Pauli       |
| 14          | Miguel Camargo    | 8   | 0  | CD Águila          |
| 19          | Alberto Quintero  | 58  | 4  | BUAP               |
| 20          | Aníbal Godoy      | 54  | 1  | Budapest Honvéd FC |
| Aanval      |                   |     |    |                    |
| 7           | Blas Pérez        | 97  | 38 | FC Dallas          |
| 8           | Gabriel Torres    | 52  | 9  | Colorado Rapids    |
| 9           | Roberto Nurse     | 13  | 3  | Dorados de Sinaloa |
| 16          | Rolando Blackburn | 14  | 3  | CSD Comunicaciones |
| 18          | Luis Tejada       | 87  | 40 | Juan Aurich        |
| 22          | Abdiel Arroyo     | 8   | 0  | CD Árabe Unido     |

### Copa América
| Selectie van Panama bij de Copa América 2016 | Selectie van Panama bij de Copa América 2016 | Selectie van Panama bij de Copa América 2016 | Selectie van Panama bij de Copa América 2016 | Selectie van Panama bij de Copa América 2016 | Selectie van Panama bij de Copa América 2016 | Selectie van Panama bij de Copa América 2016 | Selectie van Panama bij de Copa América 2016 | Selectie van Panama bij de Copa América 2016 |
| №                                            | Naam                                         | Wed.                                         | Dlpnt.                                       | Club                                         |                                              |                                              |                                              |                                              |
| -------------------------------------------- | -------------------------------------------- | -------------------------------------------- | -------------------------------------------- | -------------------------------------------- | -------------------------------------------- | -------------------------------------------- | -------------------------------------------- | -------------------------------------------- |
| Doel                                         |                                              |                                              |                                              |                                              |                                              |                                              |                                              |                                              |
| 1                                            | Jaime Penedo                                 |                                              |                                              | Deportivo Saprissa                           |                                              |                                              |                                              |                                              |
| 12                                           | Álex Rodríguez                               |                                              |                                              | San Francisco FC                             |                                              |                                              |                                              |                                              |
| 22                                           | José Calderón                                |                                              |                                              | Platense FC                                  |                                              |                                              |                                              |                                              |
| Verdediging                                  |                                              |                                              |                                              |                                              |                                              |                                              |                                              |                                              |
| 3                                            | Harold Cummings                              |                                              |                                              | LD Alajuelense                               |                                              |                                              |                                              |                                              |
| 4                                            | Fidel Escobar                                |                                              |                                              | Sporting San Miguelito                       |                                              |                                              |                                              |                                              |
| 5                                            | Roderick Miller                              |                                              |                                              | San Francisco FC                             |                                              |                                              |                                              |                                              |
| 13                                           | Adolfo Machado                               |                                              |                                              | Deportivo Saprissa                           |                                              |                                              |                                              |                                              |
| 15                                           | Martín Gómez                                 |                                              |                                              | San Francisco FC                             |                                              |                                              |                                              |                                              |
| 17                                           | Luis Henríquez                               |                                              |                                              | Tauro FC                                     |                                              |                                              |                                              |                                              |
| 23                                           | Felipe Baloy                                 |                                              |                                              | Atlas Guadalajara                            |                                              |                                              |                                              |                                              |
| Middenveld                                   |                                              |                                              |                                              |                                              |                                              |                                              |                                              |                                              |
| 2                                            | Miguel Camargo                               |                                              |                                              | Mineros de Guayana                           |                                              |                                              |                                              |                                              |
| 6                                            | Gabriel Gómez                                |                                              |                                              | CS Cartaginés                                |                                              |                                              |                                              |                                              |
| 11                                           | Armando Cooper                               |                                              |                                              | Deportivo Árabe Unido                        |                                              |                                              |                                              |                                              |
| 18                                           | Ricardo Buitrago                             |                                              |                                              | Juan Aurich                                  |                                              |                                              |                                              |                                              |
| 19                                           | Alberto Quintero                             |                                              |                                              | San Jose Earthquakes                         |                                              |                                              |                                              |                                              |
| 20                                           | Aníbal Godoy                                 |                                              |                                              | San Jose Earthquakes                         |                                              |                                              |                                              |                                              |
| 21                                           | Amilcar Henríquez                            |                                              |                                              | América de Cali                              |                                              |                                              |                                              |                                              |
| Aanval                                       |                                              |                                              |                                              |                                              |                                              |                                              |                                              |                                              |
| 7                                            | Blas Pérez                                   |                                              |                                              | Vancouver Whitecaps                          |                                              |                                              |                                              |                                              |
| 8                                            | Gabriel Torres                               |                                              |                                              | Zamora FC                                    |                                              |                                              |                                              |                                              |
| 9                                            | Roberto Nurse                                |                                              |                                              | Mineros de Zacatecas                         |                                              |                                              |                                              |                                              |
| 10                                           | Luis Tejada                                  |                                              |                                              | Juan Aurich                                  |                                              |                                              |                                              |                                              |
| 14                                           | Valentín Pimentel                            |                                              |                                              | La Equidad                                   |                                              |                                              |                                              |                                              |
| 16                                           | Abdiel Arroyo                                |                                              |                                              | RNK Split                                    |                                              |                                              |                                              |                                              |
| Bondscoach: Hernán Darío Gómez               |                                              |                                              |                                              |                                              |                                              |                                              |                                              |                                              |

FEPAFUT · A-internationals · Selecties · Bondscoaches · Panamees vrouwenelftal · Panama U21 · Panama U20 · Panama U19 · Panama U18 · Panama U17
1930 – 1949 · 
1950 – 1959 · 
1960 – 1969 · 
1970 – 1979 · 
1980 – 1989 · 
1990 – 1999 · 
2000 – 2009 · 
2010 – 2019 ·
2020 – 2029
CGC 1991 · 
CGC 1993 · 
CGC 1996 · 
CGC 1998 · 
CGC 2000 · 
CGC 2002 · 
CGC 2003 · 
CGC 2005 · 
CGC 2007 · 
CGC 2009 · 
CGC 2011 · 
CGC 2013 · 
CGC 2021
WK 2018
1938 · 
1939 · 
1940 · 
1941 · 
1942 · 1943 · 1944 · 1945 · 
1946 · 
1947 · 
1948 · 
1949 · 
1950 · 
1951 · 
1952 · 
1953 · 
1954 · 
1955 · 
1956 · 
1957 · 
1958 · 
1959 · 
1960 · 
1961 · 
1962 · 
1963 · 
1964 · 
1965 · 
1966 · 
1967 · 
1968 · 
1969 · 
1970 · 
1971 · 
1972 · 
1973 · 
1974 · 
1975 · 
1976 · 
1977 · 
1978 · 
1979 · 
1980 · 
1981 · 
1982 · 
1983 · 
1984 · 
1985 · 
1986 · 
1987 · 
1988 · 
1989 · 
1990 · 
1991 · 
1992 · 
1993 · 
1994 · 
1995 · 
1996 · 
1997 · 
1998 · 
1999 · 
2000 · 
2001 · 
2002 · 
2003 · 
2004 · 
2005 · 
2006 · 
2007 · 
2008 · 
2009 · 
2010 · 
2011 · 
2012 · 
2013 · 
2014 · 
2015 · 
2016 · 
2017 ·
2018 ·
2019 ·
2020 ·
2021 ·
2022 ·
2023 ·
2024
Anguilla ·
Argentinië · 
Armenië · 
Aruba · 
Bahama's ·
Bahrein ·
Barbados ·
België · 
Belize · 
Bermuda · 
Bolivia · 
Brazilië · 
Canada · 
Chili · 
Colombia · 
Costa Rica · 
Cuba · 
Curaçao ·
Denemarken ·
Dominica · 
Dominicaanse Republiek · 
Ecuador · 
El Salvador · 
Engeland · 
Grenada · 
Guadeloupe ·
Guatemala · 
Guyana · 
Haïti · 
Honduras · 
Iran · 
Jamaica · 
Japan · 
Kameroen ·
Mexico · 
Montserrat ·
Nederlandse Antillen · 
Nicaragua · 
Noord-Ierland ·
Noorwegen ·
Paraguay · 
Peru · 
Portugal · 
Puerto Rico · 
Qatar ·
Saint Lucia · 
Saoedi-Arabië ·
Servië ·
Spanje · 
Suriname · 
Taiwan · 
Trinidad en Tobago ·
Tunesië ·  
Uruguay ·  
Venezuela · 
Verenigde Staten ·
Wales ·
Zuid-Afrika ·
Zuid-Korea ·
Zwitserland
België (2018) ·
Engeland (2018) ·
Tunesië (2018)